# アントワネット IV

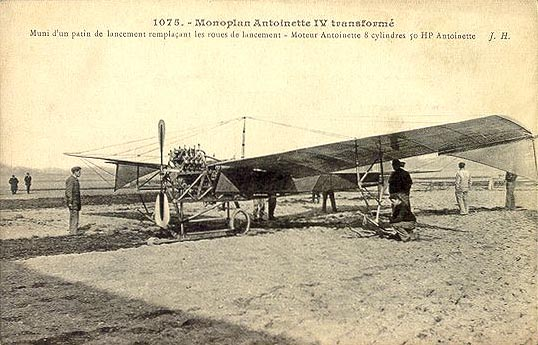
Antoinette IV

アントワネット IV（フランス語:Antoinette IV）は、フランスの初期の航空機である。アントワネット社のレオン・ルババッスール (Léon Levavasseur) によって設計された。（失敗はしたものの）ドーバー海峡横断飛行への挑戦ほか、いくつかの記録飛行によって有名。それまで設計上の試行錯誤を続けていたアントワネット社の一つの完成形として、その後の同社の単葉機シリーズの原型となった。

## 概要
極めて狭い三角形断面の胴体に直線テーパーの主翼、十字型の尾翼を付けた単葉機である。機体と同じくルババッスール設計のV8エンジンに、パドル型のプロペラを牽引式に装備。エンジンは水冷で、胴体前半側部に長いスノコ状の冷却装置を配置していた。横安定のため、主翼に上反角を付けている点でも最初期の機体であった。操縦は最初翼端に付けた大きな補助翼で行う設計であったが、後に翼たわみ方式にかえられた。また操縦装置はその後一般的になった操縦桿ではなく、胴体左右に、それぞれ補助翼（もしくはたわみ翼）と昇降舵を操作する操縦輪を備えていた。
1908年秋に初飛行を果たした後に改良を重ね、1909年2月19日にはムルメロン・ル・グラン（Mourmelon-le-Grand）で5 kmの飛行に成功した。同じ年の7月19日にユーベル・ラタムの操縦で、英デイリー・メール紙が1,000ポンドの懸賞金を掛けていたドーバー海峡の横断飛行に挑戦した。ドーバー海峡最狭部の横断を目指し、カレー近郊のサンガットを出発したが、11 kmを飛んだ後にエンジン不調で不時着水した。大きな主翼の浮力により沈没は免れ、ラタムは機上で煙草を吸っているところをフランスの魚雷駆逐艦「アルポン（Harpon）」に救助された。ラタムは代替機のアントワネット VIIで再挑戦を試みたが、それより早く、7月25日のブレリオ XIに乗ったルイ・ブレリオが海峡横断を成功させ、アントワネット機とラタムはその栄冠を手にすることはできなかった。
しかし、その後のランスの飛行大会では、ラタムは再びアントワネット IVを駆って活躍。グランプリ・イベントでは2位に入賞、また8月26日には2時間17分をかけて154.6 kmを飛び、当時の距離飛行の世界記録を樹立した。

## 要目
- 乗員：1名
- 翼面積：30 m2
- エンジン：アントワネット V-8、50 馬力